# Asociația de Fotbal a Sloveniei
Asociația de Fotbal a Sloveniei (slovenă Nogometna zveza Slovenije sau NZS) este forul organizator al fotbalului din Slovenia.